# Jacques Lévy (géographe)
Pour les articles homonymes, voir Jacques Lévy et Lévy.
Jacques Lévy, né le 14 octobre 1952 à Paris, est un géographe, spécialiste de géographie politique, est professeur émérite de l'Université de Reims il est directeur de la Chaire intelligence spatiale de l'Université Polytechnique des Hauts de France et notamment ancien professeur à l'École polytechnique fédérale de Lausanne (Suisse).
Il a présenté une des dernières thèses d'état en géographie et il a été lauréat, en 2018, du prix Vautrin-Lud, considéré comme une sorte de « Nobel de géographie ».

## Parcours de formation et d'enseignement
Ancien élève du lycée Lakanal à Sceaux et de l’École normale supérieure de Cachan, Jacques Lévy est agrégé de géographie en 1974. Il est chargé d'enseignement dans cette institution, puis chercheur au Centre national de la recherche scientifique (CNRS) de 1984 à 1993. Il soutient une thèse d'État en 1993, intitulée « L'espace légitime ».

### Carrière

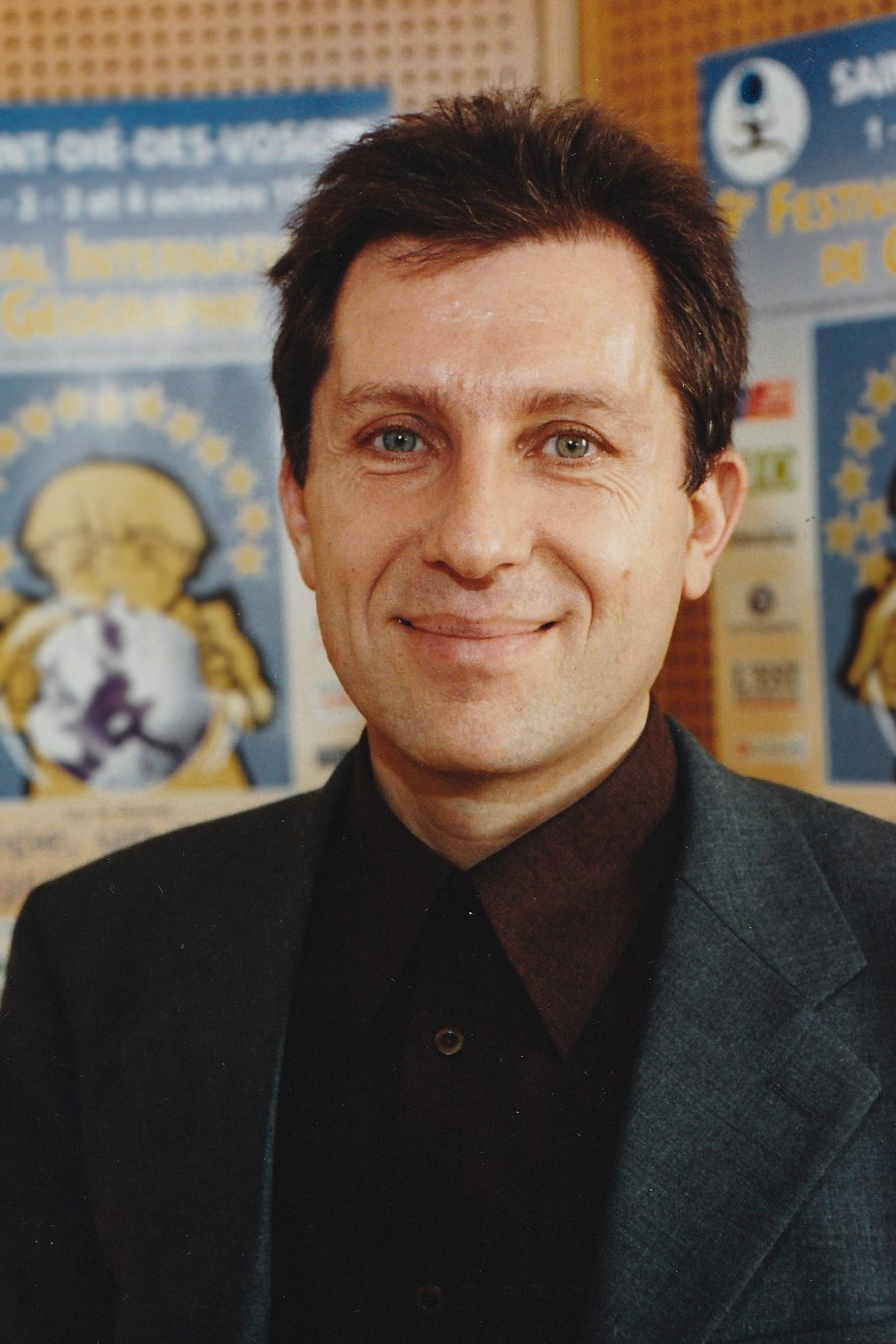
Jacques Lévy au FIG en 1998.

En 1993, il est nommé professeur des universités à l'université de Reims. Il est maître de conférences, puis professeur à l'Institut d'études politiques de Paris de 1999 à 2007. Entre 2004 et 2017, il est professeur ordinaire de géographie et d'urbanisme à l’École polytechnique fédérale de Lausanne (EPFL) et directeur du laboratoire Chôros. Il a été professeur invité dans plusieurs universités étrangères. Depuis 2017, il est de nouveau professeur des universités à Reims. En 2020 il est membre du Max-Weber-Kolleg de l'Université d'Erfurt, en Thuringe.
De 2001 à 2003, il est conseiller au ministère français de la recherche.

### Édition
En 1975, il participe à la fondation et à la coordination de la rédaction de la revue EspacesTemps au sein de l'ENSET Cachan (devenue ENS Paris-Saclay) aux côtés notamment de Christian Grataloup et de Jean-Louis Margolin. Il a contribué à la fondation de sa version numérique EspacesTemps.net en 2002, et il en est le codirecteur. Il codirige la collection « L’espace en société » aux Presses polytechniques et universitaires romandes. Il est membre du jury[Quand ?] du grand prix de l'urbanisme.

## Orientations théoriques
Menées au sein de groupes interdisciplinaires, ses recherches portent sur des objets tels que les modèles urbains, la mobilité, la microgéographie des espaces publics ou encore la mesure de la mondialisation dans les aires métropolitaines. Ses travaux embrassent aussi bien la sociologie, l'anthropologie, l'architecture que la géographie humaine, et portent à la fois sur la théorie et la réalisation de projets concrets. Au sein de la Direction à l'aménagement du territoire et à l'action régionale, à Paris, il a notamment développé des pratiques de cartographie participative, impliquant dès lors les populations concernées.

### Épistémologie de la géographie et théorie du social
Dès 1975, il a participé activement à la rénovation épistémologique et théorique de la géographie, défendant l’idée que celle-ci se définit comme l’étude de la dimension spatiale du social. L’intégration de la géographie dans la « maison commune des sciences sociales » l’a conduit à développer, à partir de 1994, puis en 1999, une épistémologie générale nommée « constructivisme réaliste », qui cherche à tirer le meilleur parti de l’approche constructiviste (la connaissance est invention), tout en revendiquant la spécificité du régime de vérité du projet scientifique comme visant le cognitif-objectif.
Par ailleurs, il a construit une théorie sociale (social theory) fondée sur un « systémisme dialogique », c’est-à-dire une vision de la société comme un tout, sensible à l’action des acteurs en son sein, qui s’écarte tant du structuralisme que de l’individualisme méthodologique. Dans les années 2000 et 2010, il a poursuivi dans la même direction en présentant un triptyque acteurs/objets/environnements, qui permet de prendre en compte les apports du « tournant actoriel » de la réflexion sur les actants non humains et de généraliser la notion d’environnement en refusant de limiter les agrégats sociaux à des « assemblages ».

### Théorie de l'espace
Un des apports principaux de Jacques Lévy est d’avoir formalisé une théorie de l’espace du social, notamment en construisant, en 1994, un vocabulaire qui retravaille des notions élémentaires tout en les mettant en cohérence. La définition de l’espace comme ensemble de relations de distance, dans la perspective leibnizienne, permet de sortir des absolutismes newtonien et cartésien et d’identifier les deux attributs majeurs de l’espace (la métrique et l’échelle) en relation fondatrice avec ce qui, dans une réalité sociale, n’est pas spatial (la substance).
Les couples territoire/réseau, topographie/topologie, lieu/aire ainsi que le travail sur les « interspatialités » (interaction, coprésence, emboîtement, synchronisation) complètent un glossaire de base que le Dictionnaire de la géographie et de l’espace des sociétés a mis en scène avec la collaboration de plus de cent auteurs représentatifs des sciences sociales de l’espace contemporaines. L’espace comme environnement et la spatialité comme agir apparaissent alors le fondement d’une « géographicité » ainsi redéfinie. Depuis 2001, il a revisité la notion d’habiter à partir d’une intégration ré-historicisée des apports de Martin Heidegger, dans lesquels existent une tension entre espace et spatialité, c’est-à-dire entre des environnements englobants mais fragiles, et des acteurs englobés mais stratèges.

### Géographie du politique
En 1984, en analysant les élections municipales à Paris il a montré l’existence d’un espace politique non réductible à une distribution des groupes sociaux définis sur des critères socio-économiques. Sa thèse d’État portait sur le croisement de deux dimensions du social : le politique et le spatial. Le livre qui en est tiré, L’espace légitime, se veut une exploration de l’intersection entre ces dimensions. Il contient d’abord une clarification des concepts, le politique, régulé, à l’intérieur d’une société, par la légitimité, se différenciant de la géopolitique, régulée, entre sociétés, par la violence.
Par ailleurs, le corpus empirique consistant pour une bonne part de résultats électoraux dans la France depuis la Seconde Guerre mondiale. Ce travail d’analyse a été prolongé depuis 1997 par de nombreuses études électorales portant sur divers pays. Il en ressort que, chaque fois que des questions traitant de l’ouverture (à l’Europe, aux migrants, à des religions ou à des orientations sexuelles minoritaires), l’espace électoral montre une grande sensibilité aux gradients d’urbanité : les espaces centraux des grandes villes sont le plus souvent favorables à ce type d'altérité tandis que les espaces périurbains ou ceux des petites agglomérations sont plus réticents ou même hostiles.

### Ville et urbanité
À partir de 1983, il engage un travail sur la ville qui deviendra progressivement une théorie générale de l’urbanité. Le concept d’urbanité, fondé sur la combinaison multidimensionnelle de densité et de diversité, permet une convergence de l’ensemble des travaux des sciences sociales sur la ville. Il permet en effet de s’affranchir des tropismes morphologiques et de se détacher de la matrice historique européenne pour étudier sans a priori le processus d’urbanisation et la dynamique des sociétés urbaines. Il montre que, dans les pays développés et bientôt partout dans le monde, l’urbanisation s’achève. Les distinctions entre le rural et l’urbain laissent la place à des différences internes au monde urbain qu’il nomme « gradients d’urbanité ». Dans la filiation de Henri Lefebvre et de Jane Jacobs, il insiste sur le fait que l’urbanité constitue une réalité sociale, un horizon de développement et un enjeu politique en tant que tel, récusant les approches économicistes ou communautaristes (comme celle des marxistes nord-américains, tels David Harvey ou Neil Smith) et affirmant au contraire la pertinence de l’espace comme grille de lecture de l’urbain. Cela le conduit à critiquer l’usage de la notion, en elle-même discutable, de « gentrification » pour décrire des processus d'embourgeoisement d’un quartier.
En relation avec les pratiques des urbanistes, il développe une théorie de l’espace public comme concentré multiscalaire d’urbanité où se déploie l’intime tout autant que dans l’espace privé, et où opère une manière de faire de la politique essentiellement fondée sur l’interaction, la civilité. Le concept d’espace public (öffentlicher Raum), est ici bien dissocié de celui, plus général de sphère publique (l’Öffentlichkeit), à la convergence des travaux de Norbert Elias sur la société des individus, d'Erving Goffman sur les interactions en public et de Lyn Lofland sur le « public realm ». Jacques Lévy a mis en évidence le rôle de la sérendipité comme force créative particulièrement efficace dans l’espace public.
Il a aussi intégré la mobilité dans sa réflexion notamment en associant les transports à la question de l’espace public et en incitant les chercheurs à mieux prendre en compte la marche à pied. Il coorganise un colloque à Cerisy en 2003 et dirige le livre Les Sens du mouvement. Il anime (2014-2016) un programme de recherche en réseau.
Il a défini une méthode fondée sur l’exploration libre des environnements urbains, réalisée le plus souvent à pied afin de faciliter les comparaisons, par le corps, des échelles et des métriques des différentes villes et produit un film, Urbanité/s.
De ces explorations théoriques et empiriques, il conclut que les débats sur l’urbain désirable se polarise autour de deux modèles d’urbanité, l’un le « modèle d’Amsterdam » qui assume l’urbanité et l’exposition à l’altérité qu’elle implique tandis que l’autre, le « modèle de Johannesbourg » la récuse et n’accepte l’urbain qu’à contrecœur en cherchant à privatiser tout ce qui peut l’être.
Définition de la ville
Pour Lévy, la ville est « un géotype de substance sociétale fondé sur la coprésence ».

### Mondialisation et société-Monde
Depuis 1991, il a développé une théorie de la mondialisation en utilisant quatre « modèles explicatifs » (le monde comme ensemble de mondes, le monde comme champ de forces, le monde comme réseau hiérarchisé et le monde comme société). Il insiste sur le fait que l’enjeu de la phase contemporaine est la construction d’une société-Monde. Il a proposé une mise en cohérence des différentes composantes du Monde actuel (y compris, la Terre comme une des « natures de l’humanité ») et a proposé une périodisation de la mondialisation en sept phases, la première étant la dispersion d’Homo sapiens sur la planète.
En analysant les événements récents, il a confirmé l’impossibilité d’expliquer les dynamiques actuelles par les seules logiques géopolitiques ou économiques et la nécessité de regarder avec des « lunettes » appropriées l’émergence d’une société d’individus d’échelle mondiale. Dans Europe : une géographie, il a mis en œuvre les concepts principaux de la géographie, notamment ceux qu’il avait expérimentés à l’échelle mondiale, pour approcher, dans son histoire et sa géographie, l’espace très complexe qu’est celui de l’Europe.

### Cartographie
Il a identifié un décalage entre ce qu’il nomme « tournant géographique » et l’état de la cartographie. Il a cherché à utiliser des langages cartographiques innovants mais il arrive à la conclusion que seul un « tournant cartographique » permettra de faire correspondre le langage spatial qu’est la carte aux exigences théoriques de la géographie et à l’évolution du monde, caractérisé notamment par la mobilité, l’émergence des individus acteurs spatiaux et la mondialisation – autant de défis à la cartographie traditionnelle. Dans cette perspective, il a développé l’usage du cartogramme grâce au logiciel ScapeToad, de la carte auto-extensive (c’est-à-dire sans fond) ou de l’animation. Il a aussi contribué à la mise en place d’un partenariat international dans le cadre du réseau Eidolon, fondé à l’initiative d’Emanuela Casti.

### Justice spatiale en France
Il s'intéresse à la France en tant qu’espace singulier à travers les questions urbaines, connectées à des analyses de l’espace politique. Sur ce point, il se distingue de l'approche néo-structuraliste d'Ed Soja et propose une conception de la justice spatiale fondée sur l'urbanité, l'habiter et la coproduction de biens publics. Dans cet esprit, il a participé au débat sur la « réforme territoriale » engagée par le gouvernement en 2014.

## Œuvres récentes

### Publications
- Jacques Lévy, MORVAL Jean, ATTIAS-DONFUT Claudine et BRUNEL Pierre, Penser l'espace pour lire la vieillesse, Presses universitaires de France, coll. « Hors collection », 2006 (ISBN 9782130558439, DOI 10.3917/puf.brun.2006.01, lire en ligne)
- L'Invention du monde : une géographie de la mondialisation, Paris, Presses de Sciences Po, 2008 (dir. d’ouvrage), Lire en ligne
- Réinventer la France : trente cartes pour une nouvelle géographie, Fayard, 2013
- Atlas politique de la France, Autrement, 2017 (dir. d'ouvrage)
- (avec Jean-Nicolas Fauchille et Ana Póvoas),Théorie de la justice spatiale : géographies du juste et de l’injuste, Odile Jacob, 2018,lire en ligne
- Sylvain Kahn et Jacques Lévy, Le pays des Européens, Odile Jacob, 2019, 224 p. (ISBN 978-2-7381-4328-0, lire en ligne)
- Carte d'identités: l'espace au singulier [actes du Colloque de Cerisy-la-Salle, 22-29 juillet 2017] (direction), Hermann, coll. « Les colloques de Cerisy », 2019, 370 p. (ISBN 979-10-370-0153-5, lire en ligne)
- L'Humanité : un commencement : le tournant-éthique de la société-Monde, Odile Jacob, 2021, Lire en ligne
- Géographie du politique, Odile Jacob, 2022

### Film
- 2013 : Urbanité/s